# Parmotrema ventanicum
Parmotrema ventanicum är en lavart som först beskrevs av Adler & Elix, och fick sitt nu gällande namn av O. Blanco, A. Crespo, Divakar, Elix & Lumbsch. Parmotrema ventanicum ingår i släktet Parmotrema och familjen Parmeliaceae.   Inga underarter finns listade i Catalogue of Life.